# Teoria do câncer turbo
A teoria do câncer turbo, (também conhecido pelo seu nome em original em inglês de "turbo cancer') é uma teoria conspiratória pseudocientífica que afirmaria que pessoas vacinadas contra o COVID-19, em especial, as vacinas RNAm, sofreriam de uma incidência muito alta de desenvolvimento de células cancerígenas. A teoria se popularizou após a propagação de informações falsas por grupos antivacinas.
A teoria teria ficado popular no final de 2020, quando as primeiras vacinas contra o COVID-19 surgiram e as supostas alegações foram fortemente compartilhadas por antivacinas, simpatizantes, influenciadores digitais dentro e fora dos grupos negadores e até mesmo médicos, mesmo está afirmação não possuindo nenhuma base científica.
Essas informações tendem a manipularem relatos de casos isolados com poucas conclusões certas, ou em cenários com base em anedotas.
De acordo com cirurgião oncológico David Gorski, descreveu a teoria do "câncer turbo" como "técnicas usuais de desinformação usadas por antivacinas: utilizando anedotas, especulações sobre mecanismos biológicos sem uma base sólida em biologia e confundindo correlação com causalidade ".
Segundo o Instituto Nacional do Câncer dos EUA, "não há evidências de que as vacinas COVID-19 causem câncer, levem à recorrência ou levem à progressão da doença. Além disso, as vacinas COVID-19 não alteram o seu DNA".
Algumas pesquisas sobre o assunto no entanto, apontariam resultados contraditórios com o que a teoria afirmaria, havendo testes utilizando vacinas a base de RNAm na eliminação de tumores presentes em camundongos

## Exemplos
Um artigo desenvolvidos por ativistas antivacinas Stephanie Seneff, Peter McCullough e outros, afirmava  que a supressão do interferona de tipo 1 poderia resultar em supressão imunológica, que possibilitaria a proliferação do câncer. O estudo sugeriu mecanismos de doença hipoteticamente possíveis usando apenas relatos anedóticos da VAERS (Vaccine Adverse Event Reporting System) como evidência, e a pesquisa foi apontada em utilizar da falácia do “apelo à ignorância”. Da mesma forma, houve alegações em outro artigo discutindo a morte de um camundongo por linfoma como uma “prova” da teoria do câncer turbo, com essa conclusão não sendo verdade.